# Campeonato Mundial de Atletismo em Pista Coberta de 2016 - 60 m feminino
A prova dos 60 metros feminino do Campeonato Mundial de Atletismo em Pista Coberta de 2016 ocorreu no dia 19 de março em Portland, nos Estados Unidos. 

## Recordes
Antes desta competição, os recordes mundiais e do campeonato nesta prova eram os seguintes:
|    | Nome            | Nacionalidade  | Tempo | Local           | Data                                           |
| -- | --------------- | -------------- | ----- | --------------- | ---------------------------------------------- |
| WR | Irina Privalova | Rússia         | 6s 92 | Madri, Espanha  | 11 de fevereiro de 1993 9 de fevereiro de 1995 |
| CR | Gail Devers     | Estados Unidos | 6s 95 | Toronto, Canadá | 12 de março de 1993                            |

## Medalhistas
| Ouro                 | Prata                 | Bronze                |
| Barbara Pierre (USA) | Dafne Schippers (NED) | Elaine Thompson (JAM) |

## Resultados

### Eliminatórias
Qualificação: 3 atletas de cada bateria  (Q) mais os  6 melhores qualificados (q).  
| Colocação | Bateria | Nome                    | Nacionalidade            | Tempo | Notas                |
| --------- | ------- | ----------------------- | ------------------------ | ----- | -------------------- |
| 1         | 6       | Barbara Pierre          | Estados Unidos           | 7.07  | Q                    |
| 2         | 4       | Michelle-Lee Ahye       | Trinidad e Tobago        | 7.09  | Q,                   |
| 3         | 1       | Elaine Thompson         | Jamaica                  | 7.09  | Q,                   |
| 4         | 4       | Dina Asher-Smith        | Reino Unido              | 7.12  | Q                    |
| 5         | 2       | Dafne Schippers         | Países Baixos            | 7.13  | Q                    |
| 6         | 2       | Tori Bowie              | Estados Unidos           | 7.15  | Q                    |
| 7         | 5       | Marie-Josée Ta Lou      | Costa do Marfim          | 7.17  | Q                    |
| 8         | 1       | Asha Philip             | Reino Unido              | 7.18  | Q                    |
| 9         | 5       | Jamile Samuel           | Países Baixos            | 7.19  | Q                    |
| 10        | 3       | Tatjana Pinto           | Alemanha                 | 7.19  | Q                    |
| 11        | 3       | Simone Facey            | Jamaica                  | 7.20  | Q                    |
| 12        | 1       | Kelly-Ann Baptiste      | Trinidad e Tobago        | 7.20  | Q,                   |
| 13        | 6       | Rosângela Santos        | Brasil                   | 7.21  | Q                    |
| 14        | 3       | Crystal Emmanuel        | Canadá                   | 7.23  | Q,                   |
| 15        | 5       | Ángela Tenorio          | Equador                  | 7.24  | Q                    |
| 16        | 2       | LaVerne Jones-Ferrette  | Ilhas Virgens Americanas | 7.27  | Q                    |
| 17        | 6       | Maja Mihalinec          | Eslovênia                | 7.28  | Q                    |
| 18        | 3       | Olesya Povh             | Ucrânia                  | 7.29  | q                    |
| 19        | 4       | Gloria Hooper           | Itália                   | 7.28  | Q,                   |
| 20        | 5       | Tahesia Harrigan-Scott  | Ilhas Virgens Britânicas | 7.30  | q                    |
| 21        | 5       | Dutee Chand             | Índia                    | 7.30  | q                    |
| 22        | 2       | Wei Yongli              | China                    | 7.31  | q                    |
| 23        | 4       | Marika Popowicz-Drapała | Polónia                  | 7.32  | q                    |
| 24        | 6       | Chantal Butzek          | Alemanha                 | 7.35  | q                    |
| 25        | 6       | Carole Zahi             | França                   | 7.36  |                      |
| 26        | 1       | Flings Owusu-Agyapong   | Gana                     | 7.36  |                      |
| 27        | 3       | Ashley Marshall         | Barbados                 | 7.38  |                      |
| 28        | 4       | Tynia Gaither           | Bahamas                  | 7.41  |                      |
| 29        | 1       | Agata Forkasiewicz      | Polónia                  | 7.45  |                      |
| 30        | 5       | Anasztázia Nguyen       | Hungria                  | 7.46  |                      |
| 31        | 4       | Viktoriya Zyabkina      | Cazaquistão              | 7.47  |                      |
| 32        | 3       | Yuan Qiqi               | China                    | 7.48  |                      |
| 33        | 2       | Adeline Gouenon         | Costa do Marfim          | 7.50  |                      |
| 34        | 6       | Lam On Ki               | Hong Kong                | 7.54  |                      |
| 35        | 2       | Phobay Kutu-Akoi        | Libéria                  | 7.56  |                      |
| 36        | 2       | Charlotte Wingfield     | Malta                    | 7.63  |                      |
| 37        | 1       | Élodie Embony           | Madagáscar               | 7.65  | Recorde pessoal      |
| 38        | 5       | Aziza Sbaity            | Líbano                   | 7.78  |                      |
| 39        | 4       | Loi Im Lan              | Macau                    | 7.83  |                      |
| 40        | 6       | Valentina Meredova      | Turquemenistão           | 7.89  |                      |
| 41        | 3       | Patricia Taea           | Ilhas Cook               | 7.95  | Recorde da temporada |
| 42        | 1       | Mariana Cress           | Ilhas Marshall           | 8.51  | Recorde da temporada |
| 43        | 3       | Zarinae Sapong          | Marianas Setentrionais   | 8.70  | Recorde pessoal      |
| 44        | 4       | Kariman Abuljadayel     | Arábia Saudita           | 9.48  | Recorde nacional     |
|           | 1       | Andrea Ivančević        | Croácia                  | DNS   |                      |

### Semifinal
Qualificação: classificaram-se  os 2 melhores de cada bateria (Q) mais 2 melhores colocados  (q). 
| Colocação | Bateria | Nome                    | Nacionalidade            | Tempo | Notas                |
| --------- | ------- | ----------------------- | ------------------------ | ----- | -------------------- |
| 1         | 3       | Elaine Thompson         | Jamaica                  | 7.04  | Q,                   |
| 2         | 1       | Barbara Pierre          | Estados Unidos           | 7.06  | Q                    |
| 3         | 3       | Dafne Schippers         | Países Baixos            | 7.08  | Q                    |
| 4         | 2       | Michelle-Lee Ahye       | Trinidad e Tobago        | 7.09  | Q,                   |
| 5         | 2       | Tori Bowie              | Estados Unidos           | 7.11  | Q,                   |
| 6         | 1       | Dina Asher-Smith        | Reino Unido              | 7.11  | Q,                   |
| 7         | 3       | Asha Philip             | Reino Unido              | 7.13  | q                    |
| 8         | 2       | Marie-Josée Ta Lou      | Costa do Marfim          | 7.15  | q                    |
| 9         | 1       | Jamile Samuel           | Países Baixos            | 7.16  |                      |
| 10        | 1       | Kelly-Ann Baptiste      | Trinidad e Tobago        | 7.16  | Recorde da temporada |
| 11        | 3       | Rosângela Santos        | Brasil                   | 7.20  |                      |
| 12        | 3       | Ángela Tenorio          | Equador                  | 7.21  | Recorde nacional     |
| 13        | 2       | Simone Facey            | Jamaica                  | 7.21  |                      |
| 14        | 1       | Tatjana Pinto           | Alemanha                 | 7.22  |                      |
| 15        | 2       | Tahesia Harrigan-Scott  | Ilhas Virgens Britânicas | 7.23  |                      |
| 16        | 2       | Crystal Emmanuel        | Canadá                   | 7.23  | Recorde pessoal      |
| 17        | 1       | Olesya Povh             | Ucrânia                  | 7.27  |                      |
| 18        | 3       | Wei Yongli              | China                    | 7.28  |                      |
| 19        | 3       | LaVerne Jones-Ferrette  | Ilhas Virgens Americanas | 7.33  |                      |
| 20        | 2       | Maja Mihalinec          | Eslovênia                | 7.34  |                      |
| 21        | 1       | Marika Popowicz-Drapała | Polónia                  | 7.34  |                      |
| 22        | 2       | Chantal Butzek          | Alemanha                 | 7.45  |                      |
| 23        | 3       | Dutee Chand             | Índia                    | 7.62  |                      |
|           | 1       | Gloria Hooper           | Itália                   | DNS   |                      |

### Final
A final ocorreu dia 19 de março. 
| Colocação         | Faixa | Nome               | Nacionalidade     | Tempo | Notas |
| ----------------- | ----- | ------------------ | ----------------- | ----- | ----- |
| Medalha de ouro   | 6     | Barbara Pierre     | Estados Unidos    | 7.02  |       |
| Medalha de prata  | 5     | Dafne Schippers    | Países Baixos     | 7.04  |       |
| Medalha de bronze | 3     | Elaine Thompson    | Jamaica           | 7.06  |       |
| 4                 | 4     | Michelle-Lee Ahye  | Trinidad e Tobago | 7.11  |       |
| 5                 | 1     | Asha Philip        | Reino Unido       | 7.14  |       |
| 6                 | 8     | Tori Bowie         | Estados Unidos    | 7.14  |       |
| 7                 | 2     | Marie-Josée Ta Lou | Costa do Marfim   | 7.29  |       |
|                   | 7     | Dina Asher-Smith   | Reino Unido       | DNS   |       |

Legenda
| Recorde mundial       | Recorde mundial (World record)               |                       | Recorde africano                      | Recorde africano (African) |                                           | Q | Classificado por posição (Qualified) |
| Recorde do campeonato | Recorde do campeonato (Championship record)  | Recorde da América    | Recorde da América (Americas)         | q                          | Classificado por melhor tempo (Qualified) |   |                                      |
| Melhor marca do ano   | Melhor marca do ano (World leading)          | Recorde asiático      | Recorde asiático (Asian)              | DNS                        | Não largou (Did not start)                |   |                                      |
| Recorde nacional      | Recorde nacional (National record)           | Recorde europeu       | Recorde europeu (European)            | DNF                        | Não terminou (Did not finish)             |   |                                      |
| Recorde pessoal       | Recorde pessoal do atleta (Personal best)    | Recorde da Oceania    | Recorde da Oceania (Oceania)          | DSQ / DQ                   | Desclassificado (Disqualified)            |   |                                      |
| Recorde da temporada  | Recorde da temporada do atleta (Season best) | Recorde sul-americano | Recorde sul-americano (South America) | NM                         | Sem marca (No mark)                       |   |                                      |